# 1979年の日本の女性史
1979年の日本の女性史（1979ねんのにほんのじょせいし）は、1979年（昭和54年）の日本における女性に関するできごとを時系列的に挙げる。参考文献は日本の女性史年表を参照のこと。
本項目は歴史研究としての女性史ではなく、日本における女性に関するできごとをある体系に基づいて述べようとするものではない。
- 1月4日 立川女子高等学校山岳部、ヒマラヤ登頂に成功、女子高校生のヒマラヤ登頂は初
- 1月20日 雇用平等法を作る会主催「労基法改悪に反対し私たちの男女平等法をつくる大集会」
- 1月21-22日 統一戦線促進労働組合懇談会主催「労基法改悪に反対し真の男女平等実現をめざす討論集会」
- 3月5日 人事院規則改正、航空管制官など運輸省所管5職種の受験で女子に門戸開放
- 3月17日 大阪外国語大学入学試験に全盲の女性が合格
- 3月17日 ウィーンでの世界フィギュアスケート選手権大会で渡部絵美、日本女子初の銅メダル
- 3月22日 髙島屋、石原一子を取締役に、東証1部上場企業で初の女性重役
石原一子は、ベビー用品売場をデパートに最初に開設などの功績をあげた。
9月4日 三越百貨店、女性管理職大幅増
- 3月22日 労働基準法の女子保護条項廃止反対についてのアピール、市川房枝呼びかけ
- 3月29日 初の全国婦人労働者中央集会、総評主催、統一要求「79国民春闘勝利、労働基準法改悪阻止、婦人の労働権確立」
- 3月- 最高裁、不倫の相手方への慰謝料請求を認める。
夫の異性関係の相手方が妻の権利を侵害と、妻の、夫の相手方への、慰謝料請求を認めた。また、別の件で、妻の異性関係の相手方が夫の権利を侵害と、夫の、妻の相手方への、慰謝料請求を認めた。
　夫が他の女性との間に子をもうけ認知・同棲しているケースと、夫と子をおいて妻が他の男性のもとへ行ったケースについて、自然の愛情か相手が誘惑したかに関係なく、不倫の相手方は、貞操を守ることを要求する妻や夫の権利を侵害しているとして、請求される慰謝料の支払い義務があるとする。
　これについては、夫婦を互いの所有物ととらえ、個人単位ではなく夫婦単位で考える発想だという批判もある。
- 3月- 第1回「ニコニコ離婚講座」、円より子主催、東京で
- 3月- 国際婦人年大阪連絡会、「出産白書」発表、産む女の側から出産を考える。
- 4月2日 東京都、東京都立日比谷図書館内に婦人情報センター 開設
- 4月19日 20歳の女性が銀行強盗、茨城相互銀行小山支店.。女性単独の銀行強盗は日本初、同居中の男性が交通事故を起こして金に困っての犯行
- 4月28日 女子中学生が口論から同級生を殺害、北海道羽幌町で
- 5月1日 行動を起こす女たちの会、メーデーに参加、「主婦の失業者宣言」アピール
- 6月2日 総理府婦人問題担当室、資本金5億円以上の全会社・特殊法人調査で、課長職以上の婦人0.3%と発表
- 6月15日 自民党、「家庭基盤の充実に関する対策要綱」を発表
老親扶養と子の保育・しつけは第一義的には家庭の責務とし、家事労働の評価、妻の相続権強化による専業主婦の地位改善をうたう。女性の就労や共働きには消極的なトーン
- 6月18日 日本女性学会 設立
- 7月- 国連日本政府代表部公使に赤松良子
- 7月25日 東京商船大学（現・東京海洋大学）、昭和55年度の入学試験から女子にも受験を認めると決定
- 8月2日 大ヒット中のさだまさしの歌「関白宣言」に関し、AP通信記者が「全男性が待ち望んだ歌」と全世界に打電
- 8月19日 阿蘇山で開催された全国凧揚げ大会で東京の主婦、連凧347個の女性世界新記録を達成
- 8月23日 女性タクシー運転手でつくる「ひまわり会」が、深夜業規制解除を労働省に陳情
- 8月24日 海上保安学校の入学試験に初めて女性11人が合格
- 9月1日 通産省（現・経済産業省）で初の女性課長川口順子
- 10月11日 小学4年生の少女が2年生の少女の手を縛りビルの屋上から突き落とす、東京上野で、悪口を言われたからと
- 11月6-9日 「国連婦人の十年ESCAP（アジア太平洋）地域会議」、ニューデリーで
- 11月10日 「女たちは労基法改悪を阻止するぞ!決起集会」
- 11月15日 厚生省「昭和53年度全国母子世帯等調査結果」発表、全国の「未婚の母」3万人、過去５年で倍増
- 11月18日 第1回東京国際女子マラソン、初の公式女子マラソン、ジョイス・スミス、2時間37分48秒で優勝
- 12月18日 国連総会「女性に関するあらゆる形態の差別の撤廃に関する条約（女子差別撤廃条約）」採択
- 12月28日 日本政府、新しい国民の祝日として「家庭の日」設置方向で具体的検討開始

- 国家公務員採用試験、女性に閉ざされていた12職種、航空管制官、航空・海上保安大学校、気象大学校などの受験資格を開放
- 地方公共団体の婦人就業援助施設へ国庫補助
- 東南アジアからの出稼ぎ女性が全国で目立ち始め、「ジャパゆきさん」と呼ばれ始める。摘発や本国への強制送還も増加
- 日本生産性本部調査で、部課長の82%が企業内男女平等に反対
- 文部省「学校基本調査結果」、大学・短大進学率男43.1%、女33.5%
- 母子衛生研究所調査、里帰り分娩は全国平均37.8%
- 海外渡航者406万1000人、うち女性112万2906人
- 主婦のための仕事バンク「東海BOC」発足
1974年、名古屋在住の女性達を中心に、女性問題の学習グループ「あごら東海」として発足。1979年、「東海BOC」と改称、女性の経済的な自立をめざし、経済力をつけるためのエンパワメントと女性問題についての学習とを、活動の両輪とした。1992年には、「ウイン女性企画」と名称変更
- 婚礼家具、それまでの5点セットから洋服・整理ダンスの2点セットに変わる。
- 水を流す音だけ出す、トイレ用擬音発生装置「エチケットーン」発売、女性用トイレに設置、水道用品メーカー折原製作所
女性はトイレで使用前・使用中・使用後と水を3回流すので、水を節約するための擬音発生装置。都会の水不足にマッチし、たちまちヒット商品に。後続メーカーも相次ぎ、水使用量が多い駅・女子大・ホテル等に導入され、国鉄はこの装置の導入により水道料金が40%削減したという。
- 前年12月、 岐阜県で口裂け女騒動が起こり、以後、京都・長崎へ波及し、この年6月までに全国へ拡大。子供達の間にはデマを信じ、怖がって学校へ行かないというケースも。12月までには沈静化した。